# Objawienia Maryi w Pellevoisin

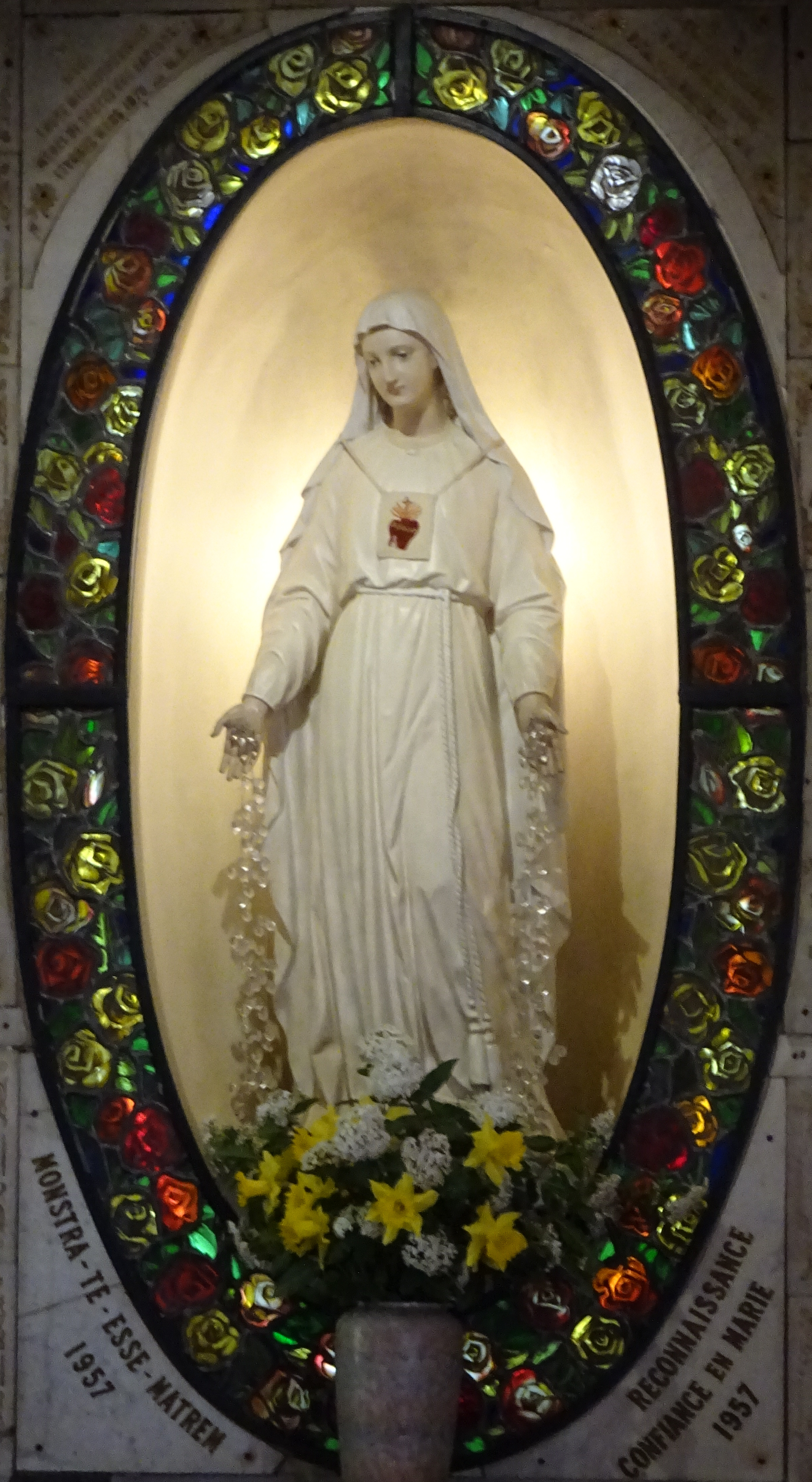
Figura Maryi Matki Miłosierdzia z Pellevoisin

Objawienia Maryi w Pellevoisin – seria piętnastu objawień Maryjnych, których świadkiem była Estella Faguette w Pellevoisin we Francji w 1876 roku. Wiąże się z nimi tytuł Matka Boża Miłosierdzia z Pellevoisin (fr. Notre-Dame de Miséricorde de Pellevoisin) oraz Szkaplerz Najświętszego Serca Jezusa. W miejscowości tej znajduje się, związane z objawieniami, sanktuarium uznane przez Kościół.

## Estella Faguette

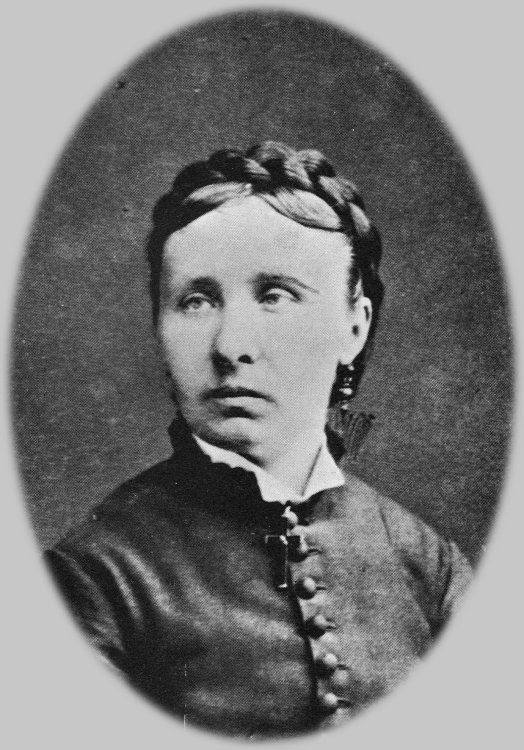
Estelle Faguette z Pellevoisin

Świadek objawień Najświętszej Maryi Panny w Pellevoisin, Estella (fr. Estelle) Faguette urodziła się 12 września 1843 roku w małym zajeździe w miejscowości Saint-Memmie niedaleko Châlons-en-Champagne, jako druga córka Wiktora i Antoniny Faguette. Z powodu bankructwa i skrajnego ubóstwa rodzina przeniosła się do Châlons, gdzie jej rodzice pracowali jako dozorcy. Tam Estella chodziła do szkoły zakonnej dla dziewcząt Sióstr Portieux, w wieku 12 lat przyjęła I Komunię św. w kościele Notre-Dame en Vaux i przyłączyła się do Dzieci Maryi. W 1857 roku rodzina przeniosła się do Paryża, aby znaleźć pracę. Gdy Estella ukończyła 14 lat terminowała u praczki. Gdy tylko czas na to pozwalał, posługiwała w Zgromadzeniu Sióstr Miłosierdzia św. Wincentego à Paulo i wstąpiła do tej wspólnoty w wieku 17 lat, poświęcając się ubogim w Szpitalu Miłosierdzia .
W 1858 roku Estella zachorowała poważnie po raz pierwszy i musiała opuścić szarytki. Dwa lata później wstąpiła do nowicjatu augustianek szpitalniczek w Paryżu, lecz jej zły stan zdrowia zmusił ją do porzucenia życia zakonnego. Potknęła się bowiem i upadła na schody, a chociaż zwichnięcie wydawało błahe, dwa tygodnie później jej noga została unieruchomiona i lekarze rozważali amputację. 15 września 1863 roku Estella niechętnie przyznała, że nie mogła prowadzić życia siostry pielęgniarki i powróciła do domu rodziców. W 1865 roku, dzięki pomocy sióstr zakonnych, podjęła służbę u rodziny La Rochefoucauld, u której wpierw szyła, a później głównie opiekowała się dziećmi. Każdego roku na wiosnę i lato wyjeżdżała z nimi z Paryża do ich rodzinnej posiadłości w prowincji Berry, zamku Montbel w Pellevoisin.
W czerwcu 1875 roku dowiedziała się, że choruje na gruźlicę. W dniu 29 sierpnia 1875 roku prof. Pucquoy określił jej stan jako nieodwracalny. Wkrótce nastąpiło gwałtowne pogorszenie, wobec czego we wrześniu napisała „list do Maryi” z prośbą o uzdrowienie, który schowała w grocie Matki Bożej z Lourdes w parku w Pellevoisin. W grudniu, w drugim takim liście, zawarła już gotowość na śmierć i modlitwę „akt oddania” .

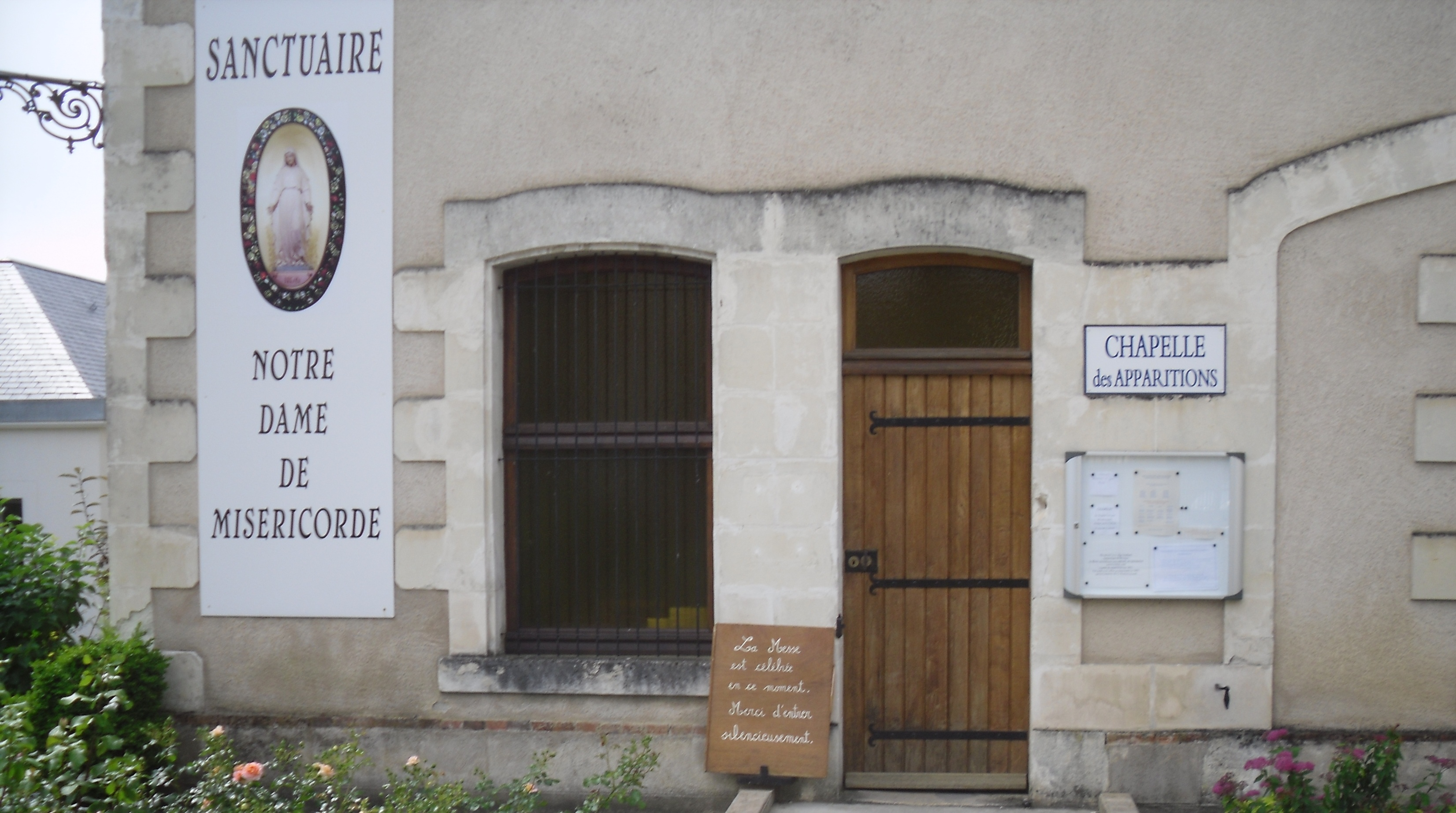
Wejście do pokoju Estelli Faguette, obecnie Kaplica Objawień

Na początku 1876 roku, w szpitalu w Pellevoisin, Estella Faguette leżała umierająca w wieku 33 lat, z diagnozą gruźlicy płuc, ostrego zapalenia otrzewnej i guza w jamie brzusznej. W dniu 10 lutego 1876 roku doktor Benard Buzançais dał jej tylko kilka godzin życia . Inny z trzech badających ją lekarzy stwierdził, iż „aby wyzdrowiała, będzie musiała dostać nowe płuca”. Umieszczono ją w pokoju na parterze domu koło kościoła parafialnego, należącym do rodziny La Rochefoucauld, gdzie miała czekać na śmierć. Udzielono jej ostatnich sakramentów i wezwano rodziców, a hrabia de la Rochefoucauld już nawet kupił jej miejsce na cmentarzu.
W tym samym pokoju tego domu, obecnie zwanym Kaplicą Objawień, wydarzyła się seria piętnastu jej spotkań z Najświętszą Maryją Panną. Podczas piątego objawienia, po północy 19 lutego 1876 roku, została natychmiastowo i trwale uzdrowiona. Gdy rano przyszedł proboszcz z Komunią św., opowiedziała mu o objawieniach, a on odparł, że jeśli ruszy ręką, to uwierzy. Gdy ona przeżegnała się, tak uczynił . Po uzdrowieniu Estella Faguette powróciła do pracy u rodziny La Rochefoucauld, a odpowiadając na prośby Matki Bożej, nie przestawała „głosić Jej chwały” za pomocą różnych metod. Spotykała się z lokalnym arcybiskupem, a nawet udawała się do Rzymu, gdzie trzykrotnie była przyjmowana przez papieża. Wykonywała liczne egzemplarze Szkaplerza Najświętszego Serca Jezusa, ukazanego jej przez Maryję. W wieku 80 lat wstąpiła do Trzeciego Zakonu Dominikańskiego. Aż do ostatnich chwil życia była wytrwała w swej wierze oraz propagowała przekazane jej orędzia Matki Miłosierdzia. Estella Faguette zmarła w wieku 86 lat w Pellevoisin, 23 sierpnia 1929 roku .

## Objawienia
Pierwsza część objawień Maryi w Pellevoisin w 1876 roku miała miejsce w kolejne noce od 14 do 19
lutego i zakończyła się uzdrowieniem Estelli Faguette. Druga część objawień przypadła na pierwsze trzy dni lipca, a trzecia część trwała z przerwami od 9 września do 8 grudnia. Wszystkie miały miejsce w tym samym pokoju domu koło kościoła w Pellevoisin . Łącznie było ich piętnaście:

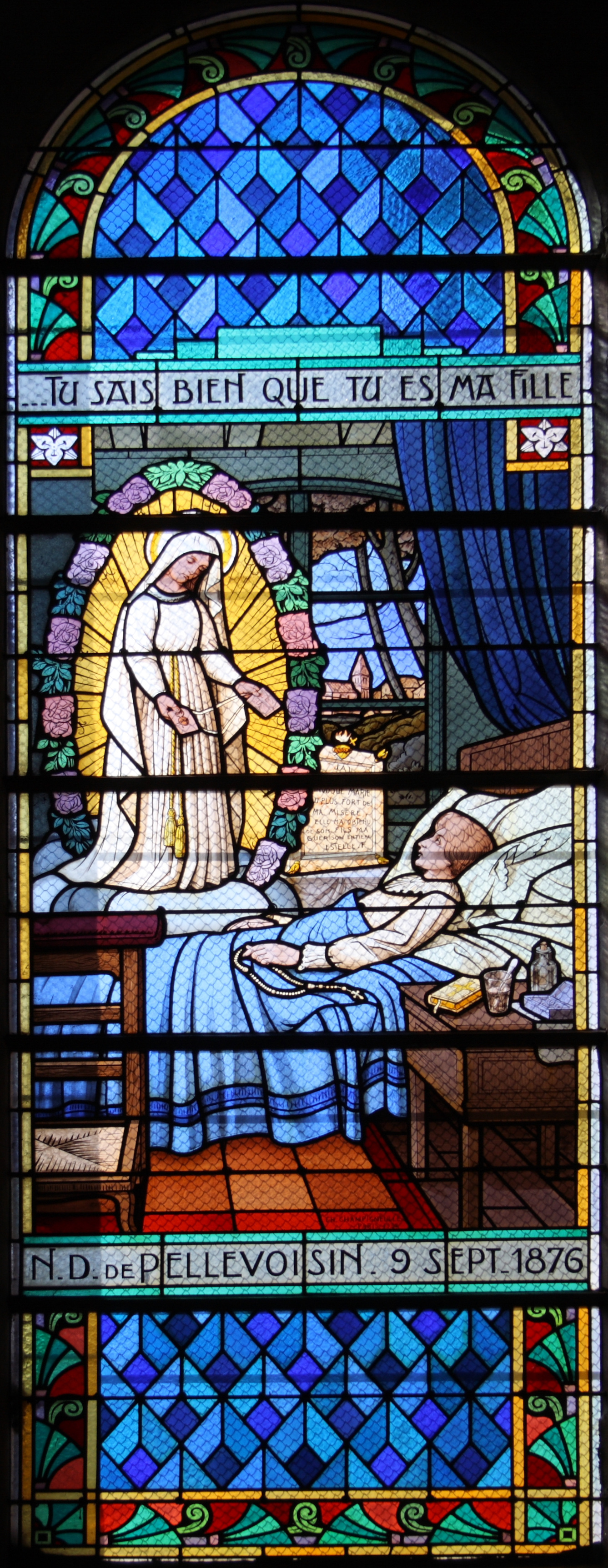
Witraż przedstawiający w skrócie objawienia w Pellevoisin: Maryja uzdrawia umierającą Estellę Faguette i ukazuje Szkaplerz Najśw. Serca Jezusa

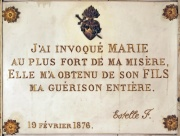
Tablica w Pellevoisin – wotum od Estelli Faguette dla Maryi za cudowne uzdrowienie

1. Noc 14/15 lutego: Maryja ukazała się Estelli Faguette i powiedziała do niej: Nie obawiaj się niczego, jesteś Moją córką oraz nakazała jej mieć odwagę, aby mogła cierpieć pięć dni dłużej dla uczczenia pięciu ran Pana Jezusa Chrystusa, a w sobotę zostanie uzdrowiona albo umrze.
2. Noc 15/16 lutego: Maryja powiedziała m.in.: Mój Syn okazuje swoje Miłosierdzie. On pozwoli ci zachować twoje życie; w sobotę zostaniesz uzdrowiona oraz wyjaśniła: Jeśli Mój Syn daje ci życie, to dlatego, że ty tego potrzebujesz. Jaką cenniejszą rzecz może On dać ludziom na ziemi niż życie? Nie myśl, że będziesz wolna od cierpienia. Nie! Ty będziesz cierpieć i nie będziesz wolna od kłopotów. To jest to, co ci życie przyniesie. Dotknęłaś Serca Mojego Syna przez twoje samozaparcie i cierpliwość. Nie trać tych owoców przez dokonywanie złych wyborów. Czy nie powiedziałam, że jeśli On pozwoli ci żyć, to ty uczynisz Moją chwałę znaną? Następnie Estella poznała stan swojej duszy i była całkowicie oszołomiona grzechami jakie popełniła, a o których myślała, że były „umiarkowane”.
3. Noc 16/17 lutego: Matka Boża powiedziała m.in.: Kilka dobrych spraw i intensywne modlitwy, które ofiarowałaś Mi, dotknęły Mojego Matczynego Serca, szczególnie ten list, który napisałaś do mnie we wrześniu. Wzruszyło mnie najbardziej zdanie: <Spójrz na biedę moich rodziców, jeśli nie będę dłużej żyć, oni wkrótce będą musieli żebrać o jedzenie. Pamiętaj, co Ty wycierpiałaś, gdy Twój Syn Jezus Chrystus był przybity do krzyża>.
4. Noc 17/18 lutego: Matka Boża powtórzyła swoje zapewnienia i wezwania oraz dodała: Ja i Mój Syn zostaliśmy poruszeni przez twoje poddanie się. Jestem cała miłosierna, jak i Mój Syn.
5. Noc 18/19 lutego: Estella miała wizję przyszłych tablic wotywnych w Pellevoisin w postaci kafli, w których każdym kąciku był złoty pączek róży, a w środku złote Serce przebite mieczami i z koroną z róż. Maryja powiedziała m.in.: Jeśli chcesz mi służyć, bądź nieskomplikowana i pozwól swoim czynom udowodnić swoje słowa oraz: Najbardziej martwi Mnie to, że ludzie nie mają szacunku dla Mojego Syna w Najświętszej Eucharystii oraz sposób w jaki się modlą, gdy myślą o innych sprawach podczas modlitwy. Mówię to do tych, którzy udają pobożnych. Poleciła zapytać się spowiednika, co o tym wszystkim myśli. Potem nastąpiło uzdrowienie.
6. 1 lipca: Podczas modlitwy Estella zobaczyła Maryję całkowicie otoczoną światłem, ubraną na biało, która miała złożone ręce na piersi i uśmiechając się mówiła: Pozostań spokojna, Moje dziecko, bądź cierpliwa, to będzie trudne dla ciebie, ale Ja jestem z tobą. Odwagi, wrócę.
7. 2 lipca: Podczas modlitwy Estella zobaczyła, jak jasne światło wypływało z rąk Maryi, które potem złożyła na piersi, „była cudownie piękna” i powiedziała: Już głosiłaś Moją Chwałę oraz: Czyń to nadal, Mój Syn uzyskał więcej dusz, które poświęciły się Jemu jeszcze bardziej. Jego Serce jest tak pełne Miłości dla Mojego Serca, że On nie jest w stanie odmówić Mi niczego. Dla mnie On dotknie i zmiękczy najtwardsze serca, a na jej prośbę o znak: Czy twoje uzdrowienie jest wielkim dowodem Mojej Mocy? Przyszłam szczególnie po to, aby uratować grzeszników.
8. 3 lipca: Maryja upomniała Estellę: Chcę, abyś była spokojniejsza, bardziej pokojowa, Nie powiedziałam ci którego dnia i o której godzinie wrócę, ale ty potrzebujesz odpoczynku. Estella pragnęła przedstawić swoje życzenia, ale Ona tylko się uśmiechnęła i rzekła: Ja doszłam do końca uroczystości.
9. 9 września: Podczas modlitwy Estella ujrzała Maryję wyglądającą tak samo, jak 1 lipca i mówiącą: Pozbawiłaś siebie mojej wizyty w dniu 15 sierpnia, ponieważ nie byłaś wystarczająco spokojna. Ty miałaś prawdziwie francuski charakter: oni chcą wiedzieć wszystko zanim się nauczą i rozumieć wszystko zanim poznają. Mogłam przyjść jeszcze raz wczoraj, pozbawiłaś się mojej wizyty, ponieważ czekałam na akt pokory, poddania się i posłuszeństwa od ciebie.
10. 10 września: Podczas dzwonu wzywającego na nieszpory Maryja powiedziała: Oni powinni się modlić, uczynię z nich przykład.
11. 15 września: Maryja objawiła się Estelli, aby poinformować ją, że musi żyć, ale zganiła ją za jej przeszłe grzechy, wywołując u niej skruchę. Matka Boża powiedziała smutno: Nie mogę powstrzymać Mojego Syna dłużej i dodała: Francja będzie cierpieć. Położyła nacisk na te słowa, a potem kontynuowała: Dokonałam przedpłaty za tak dużo zła, za tych, którzy nie będą wierzyli; oni zrozumieją prawdę zawartą w Moich słowach później.
12. 1 listopada: Matka Boska objawiła się w zwykły sposób, z otwartymi ramionami, ubrana w szkaplerz.
13. 5 listopada: Estella zobaczyła Matkę Bożą i pomyślała jak bardzo bezwartościowa jest, aby Ją przyjmować, że jest wiele osób dużo bardziej wartościowych, aby otrzymać Jej błogosławieństwo i którzy byliby znacznie lepsi w głoszeniu Jej Chwały. Maryja popatrzyła na nią z uśmiechem i powiedziała: Ja wybrałam ciebie. Wybrałam osobę potulną i delikatną dla Mojej Chwały. Bądź odważna, twój czas prześladowań wkrótce się zacznie.
14. 11 listopada: Gdy Estella robiła szkaplerz, Maryja powiedziała do niej: Nie traciłaś swego czasu, pracowałaś dla Mnie i poleciła zrobić ich dużo więcej.
15. 8 grudnia: Maryja powiedziała o Jezusie Chrystusie: Jego Serce ma tak dużo miłości do Mnie, że On dotknie najbardziej zatwardziałe serca dla Mnie. Przyszłam szczególnie po to, aby uratować grzeszników. Obfitość skarbnicy Mojego Syna jest duża i szeroko otwarta, jeśli tylko ludzie będą się modlić i wskazując na szkaplerz: Kocham to nabożeństwo. Błagam wszystkich, aby przyszli, zaufali i pojednali się z Bogiem, także Kościół i Francję. Potem odpowiedziała Estelli: Ja będę z tobą, ale niewidzialna oraz ukazała dokładnie szkaplerz i poleciła pójść do arcybiskupa w sprawie jego rozpowszechniania[3] .

## Odpowiedź Kościoła

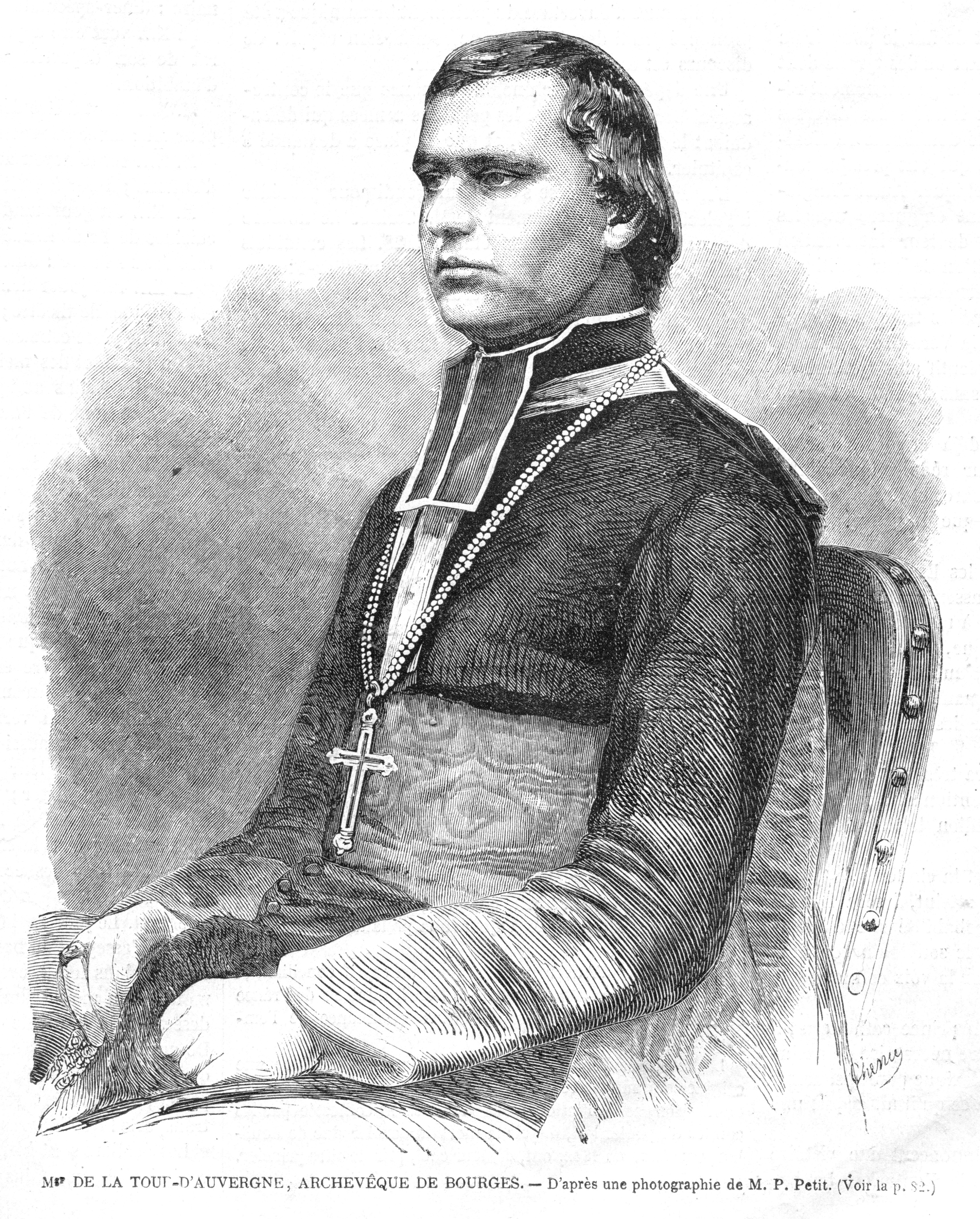
Abp Charles-Amable de la Tour d’Auvergne-Lauraguais z Bourges, który od początku akceptował treść objawień Maryi w Pellevoisin przekazanych przez Estelle Faguette i wspierał ich rozpowszechnianie

Władze Kościoła katolickiego od początku aprobowały treść objawień oraz zezwalały na ich rozpowszechnianie i pielgrzymki do Pellevoisin, jednakże bez jednoznacznego wypowiedzenia się o nadprzyrodzonym charakterze samych objawień. Wierzył w nie miejscowy proboszcz ks. kanonik Salmon. Wstępne dochodzenie zostało na bieżąco przeprowadzone przez abpa Bourges, Charlesa de la Tour d’Auvergne, jeszcze w ich trakcie. Już 30 kwietnia 1876 roku za jego zgodą umieszczono w kościele parafialnym tablicę dziękczynną od Estelli Faguette. W dniu ostatniego objawienia, to jest 8 grudnia, jej sypialnia została przekształcona w oratorium. Kilka dni później arcybiskup spotkał się z nią i pozwolił jej na wykonywanie i rozpowszechnianie Szkaplerzy Najświętszego Serca Jezusa.
W kwietniu i maju 1877 roku arcybiskup rozmawiał z nią w Bourges, a 11 października zezwolił na publiczny kult Maryi pod tytułem Matki Bożej z Pellevoisin. W tym roku przeprowadził też dochodzenie wśród 56 osób, które znały Estellę Faguette i wszyscy wypowiadali się przychylnie. Ponowne wywiady zostały przeprowadzone w grudniu 1878 roku z podobnym skutkiem. 17 sierpnia 1879 roku arcybiskup de la Tour d’Auvergne zmarł przed wydaniem ostatecznej opinii.
28 lipca 1877 roku arcybiskup ten erygował Bractwo Matki Miłosierdzia mające na celu rozwój nabożeństwa do Maryi pod tym tytułem, propagowanie treści objawień oraz Szkaplerza Najświętszego Serca Jezusa, a jego statut został zatwierdzony w sierpniu tego roku. W dniu 8 maja 1894 roku papież Leon XIII nadał Bractwu tytuł „honorowego arcybractwa”, zaś 12 maja 1896 roku podniósł je do godności rzeczywistego arcybractwa. W 1899 roku, po licznych petycjach z Francji i Kanady, odbyło się trzecie dochodzenie kanoniczne, które znów potwierdziło wiarygodność Estelli Faguette. Leon XIII przyjął ją na prywatnych audiencjach w dniach 30 stycznia i 17–18 lutego 1900 roku, obiecując jej zaaprobowanie Szkaplerza. Kongregacja Obrzędów formalnie zatwierdziła go w dniu 4 kwietnia 1900 roku.

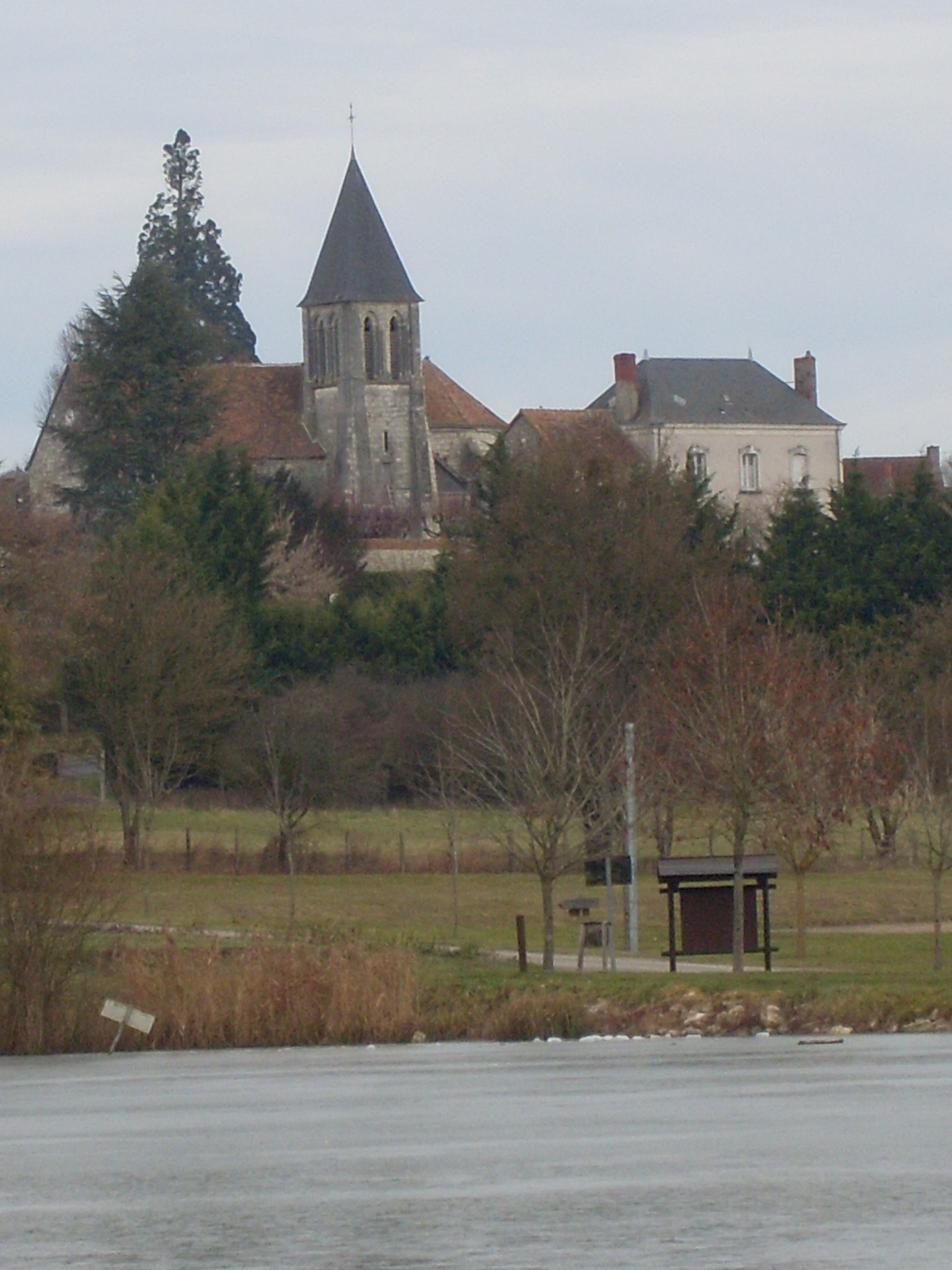
Kościół parafialny w Pellevoisin

W dniu 17 października 1915 roku papież Benedykt XV powiedział, że „Matka Boża wybrała Pellevoisin na uprzywilejowane miejsce do rozdzielania łask”. 22 grudnia 1922 roku Kongregacja Obrzędów zatwierdziła formularz Mszy wotywnej o Matce Bożej z Pellevoisin oraz dzień Jej wspomnienia liturgicznego na 9 września dla kościoła parafialnego i przyległego klasztoru.
W dniu 7 czerwca 1936 kard. Pacelli (późniejszy papież Pius XII) przekazał od Piusa XI wizerunek Matki Bożej z Pellevoisin, jako dar dla tamtejszej wspólnoty dominikańskiej. We wrześniu 1984 roku imprimatur otrzymała nowenna do Matki Bożej z Pellevoisin. W grudniu 1981 roku abp Paul Vignancour powołał komisję lekarską w celu zbadania cudownego uzdrowienia Estelli. W następnym roku komisja uznała je za wciąż niewytłumaczalne w świetle aktualnej wiedzy medycznej, zaś arcybiskup ustanowił komisję teologiczną, celem dalszego rozważenia sprawy. W dniu 4 września 1983 roku, podczas kazania na dorocznej pielgrzymce do Pellevoisin, a 8 września na piśmie, potwierdził, że miało ono cudowny charakter.

## Sanktuarium

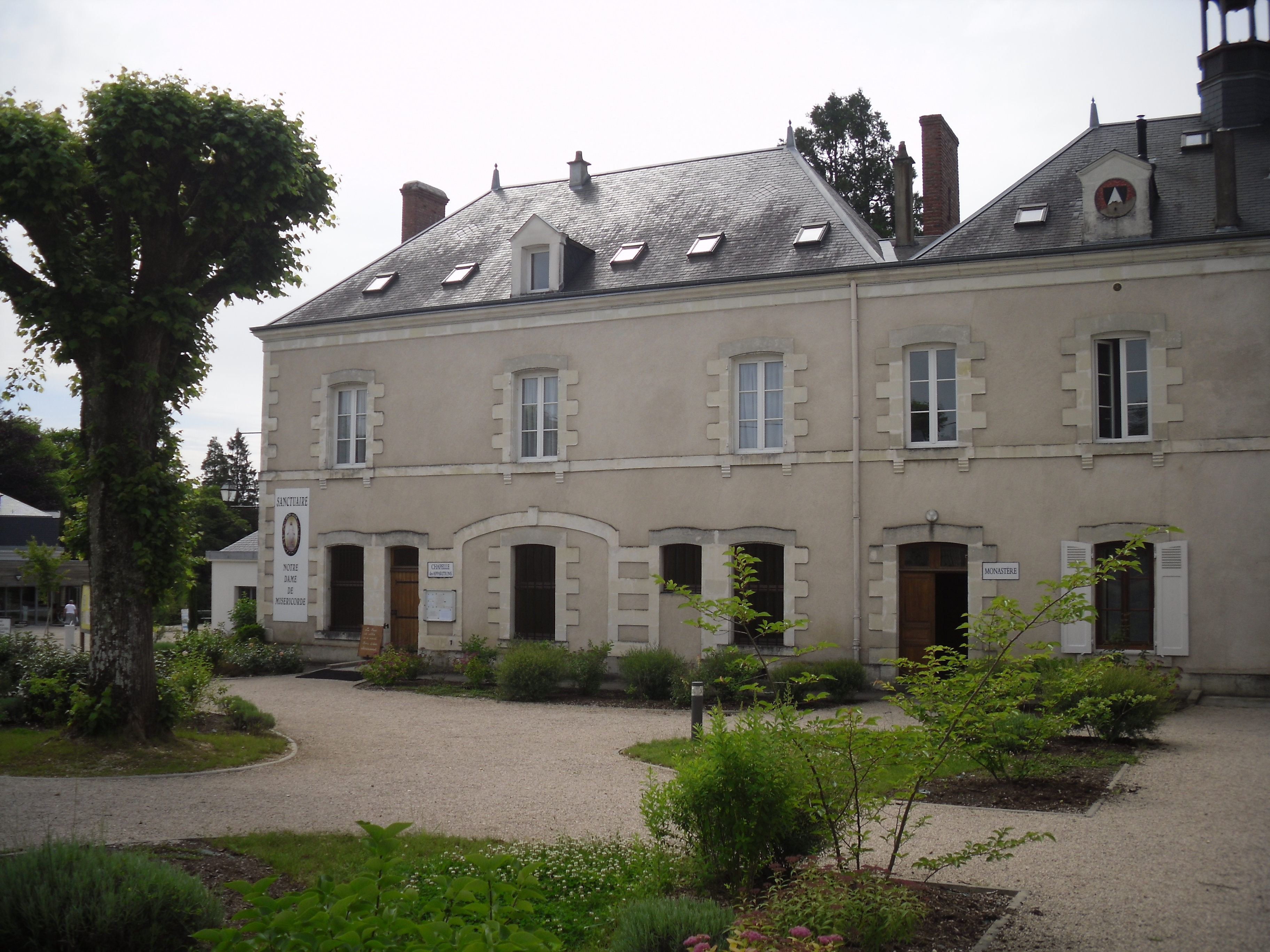
Dom w Pellevoisin, w którym Maryja objawiała się Estelli Faguette w 1876 r. Obecnie wikariat Wspólnoty św. Jana

Arcybiskup Charles de la Tour d’Auvergne od początku zachęcał wiernych do odwiedzania Pellevoisin. W 1892 roku papież Leon XIII ofiarował świece dla powstającego sanktuarium oraz przyznał odpusty dla pielgrzymów, którzy je odwiedzali. W 1893 roku nowy arcybiskup Jean-Pierre Boyer zaprosił ojców dominikanów i siostry dominikanki klauzurowe do opieki nad Kaplicą Objawień i tworzonym sanktuarium. Kolejny arcybiskup, Pierre-Paul Servonnet, w październiku 1897 roku odnowił udzieloną przez poprzedników zgodę na publikowane informacji o tym miejscu. Leon XIII, a potem Benedykt XV potwierdzili, że pielgrzymowanie tam może przynieść dobre owoce. Na przełomie XIX/XX wieku około cztery tysiące osób dziennie odwiedzało Pellevoisin. W kwietniu 1903 roku właścicielka domu, w którym znajdowała się kaplica, zamknęła ją przed nimi. 9 września tłum sforsował barierki przed budynkiem, trzeba było użyć czterdziestu policjantów do uspokojenia sytuacji. W dniu 19 lipca 1905 roku abp Servonnet wydał zakaz gromadzenia się tłumu przed kaplicą. Pielgrzymki trwały nadal, a w następnych latach kaplica została ponownie udostępniona.
Sanktuarium Matki Bożej Miłosierdzia w Pellevoisin pozostawało pod opieką dominikanów i dominikanek klauzurowych przez ponad sto lat. Od 1998 roku pieczę nad nim przejęła Wspólnota św. Jana. Siostry kontemplacyjne tej wspólnoty tworzą klasztor Matki Miłosierdzia, a bracia tworzą przeorat św. Marii Magdaleny. Codziennie odbywa się tam spowiedź, adoracja Najświętszego Sakramentu, odprawiana jest Msza św. i liturgia godzin. Liczne wota od 140 lat świadczą o otrzymanych tu uzdrowieniach i innych łaskach. W sanktuarium głosi się Miłosierdzie Boże, zwłaszcza w weekend z okazji Niedzieli Miłosierdzia Bożego. Każdego roku odbywa się też pielgrzymka piesza w ostatni weekend sierpnia oraz osobna pielegrzymka matek w czwarty weekend września. Pielgrzymi indywidualni i w grupach przybywają przez cały rok. Dominikanki klauzurowe, a obecnie siostry kontemplacyjne Wspólnoty św. Jana, nadały kontemplacyjny charakter sanktuarium.